# Melanoplus femurrubrum
Melanoplus femurrubrum (englisch: „Red-legged Grasshopper“ = „rotbeinige Heuschrecke“) ist eine Heuschreckenart aus der Familie der Feldheuschrecken (Acrididae).

## Merkmale
Die Tiere werden 18 bis 28 Millimeter lang. Ihre Körperunterseite ist gelb, die Schienen (Tibien) der Hinterbeine sind leuchtend rot. Nur selten sind die Schienen stattdessen gelblich-grün oder blau gefärbt. Die Männchen kann man an der bauchigen Subgenitalplatte und ihren Cerci bestimmen. Die Nymphen sind auffällig gelb und schwarz gemustert. Folgende Merkmale sind für sie charakteristisch: Ihre Facettenaugen sind braun bis weinrot und haben hellgelbe oder beige Punkte, von diesen mehr auf der dorsalen Seite und weniger ventral. Ihnen fehlt eine schräge dunkle Binde. Die Vorderseite des Kopfes trägt mittig eine dunkle, vertikale Binde, die beidseits hellgelb gerandet ist. Diese gelben Binden treffen sich auf der Unterseite der Stirnplatte (Clypeus). An den Wangen befindet sich ein breiter, blassgelber Halbmond, der sich an den Seitenlappen des Pronotums bis zum ersten Hinterleibssegment fortsetzt und dann über den restlichen Hinterleib zunehmend verblasst. Dorsal verläuft mittig vom Kopf bis zum Hinterleibsende ein blassgelber Streifen, der beidseits breit schwarz gerandet ist. Der Seitenlappen des Pronotums trägt eine schwarze Binde oder einen schwarzen Fleck unterhalb des gelben Halbmondes. Die Schenkel (Femora) der Hinterbeine tragen einen schwarzen Streifen, der nicht durch eine blasse Binde unterbrochen wird. Der Streifen umspannt den gesamten oberen und etwa ein Drittel oder mehr des unteren Medialbereichs und fehlt nur am zum Körper hin gerichteten (proximalen) Ende der Schenkel. Die Schienen (Tibien) der Hinterbeine sind hauptsächlich blassgelb oder blassgrau und vorne schwarz. Die Spitzen der Dornen sind ebenso schwarz.

## Vorkommen und Lebensraum
Melanoplus femurrubrum kommt in weiten Teilen von Nordamerika vor und fehlt nur in den hohen Berglagen und dem äußersten Norden. Die Art zählt zu den am meisten verbreitetste Heuschreckenarten in Nordamerika. Besiedelt werden unter anderem die hohe Vegetation von Grasland, Wiesen sowie Feld- und Wegränder. Bevorzugt werden dabei wenig feuchte, krautige Bereiche, die mit ihren Nahrungspflanzen bewachsen sind.

## Lebensweise
Adulte Tiere treten vom Frühsommer bis in den Herbst hinein auf. Zwar unternimmt die Art Ausbreitungsflüge – vor allem in trockenen Jahren, in denen die Tiere größere Flügel entwickeln, fliegen sie öfter und länger – die meisten Individuen entfernen sich aber nur wenig vom Ort ihres Schlupfes. Die Tiere sind tagaktiv und ruhen Nachts oben auf Gräsern und krautigen Pflanzen sitzend. Ihre Aktivität beginnt gegen 6.30 Uhr und sie beginnen etwa eine halbe Stunde danach mit dem Fressen. Zwischen 16.30 und 17.00 Uhr klettern sie wieder die Vegetation hoch um dann ab ca. 17.30 Uhr erneut zu ruhen. Der Flug der Heuschrecken ist flink, gleichmäßig und erfolgt ungefähr einen Meter über der Vegetation. Die Tiere fliegen Strecken von 90 bis 120 Meter am Stück.

### Ernährung
Die Heuschrecken ernähren sich von einer großen Zahl verschiedener hochwachsender Stauden und Gräser. Zu den bekannten Nahrungspflanzen zählen Hülsenfrüchtler wie etwa Hornklee (Lotus), Weißer Steinklee (Melilotus albus), Gelber Steinklee (Melilotus officinalis), Buschklee (Lespedeza), Tragant (Astragalus) und Luzerne (Medicago sativa), Korbblütler wie etwa Löwenzahn (Taraxacum), Gemeine Wegwarte (Cichorium intybus), Kanadische Goldrute (Solidago canadensis) und Ausdauerndes Traubenkraut  (Ambrosia psilostachya) und Gräser wie etwa Wiesen-Rispengras (Poa pratensis), Gerste (Hordeum vulgare), Hafer (Avena), Weizen (Triticum), Wehrlose Trespe (Bromus inermis), Japanische Trespe (Bromus japonicus), Wiesen-Lieschgras (Phleum pratense) und Rohrglanzgras (Phalaris arundinacea). Gefressen werden dabei meist mehrere Pflanzenarten nebeneinander. Nymphen, die man nur mit einer Pflanzenart ernährt, weisen eine hohe Mortalitätsrate auf.

### Entwicklung
Die Weibchen legen ihre Eier in einer Oothek zwischen Gräsern in den Boden ab. Die Oothek ist deutlich gekrümmt und 19 bis 25 Millimeter lang. Sie besteht an ihrem ersten Drittel aus getrocknetem Schaum, in den unteren zwei Dritteln befinden sich 20 bis 26 Eier. Diese sind 4,1 bis 4,4 Millimeter lang und haben eine blassgelbe Farbe. Pro Jahr tritt eine Generation auf. Die Nymphen schlüpfen etwa drei Wochen nach Melanoplus bivittatus im späten Frühjahr und Frühsommer. Da die Weibchen ihre Ootheken an unterschiedlichen Stellen im Habitat ablegen, die sich in Temperatur und Feuchtigkeit unterscheiden dauert die Periode, während der Nymphen schlüpfen im Durchschnitt 52 Tage. Die Nymphen entwickeln sich in ungefähr 40 Tagen bis zum adulten Tier.

## Wirtschaftliche Bedeutung
Melanoplus femurrubrum gilt als Schädling in der Landwirtschaft. Bei Massenvermehrungen, bei denen 200 bis 500 Tiere pro Quadratyard (etwa 0,84 m²) auftreten können, verursacht die Art große Schäden an Luzerne, Klee, Sojabohne und Getreidearten. So kann sie den zweiten Schnitt bei Klee vollständig zerstören und bei einzelnen Getreidefeldern einen Ernteausfall von 20 bis 25 % bewirken. Im Osten der Vereinigten Staaten und Kanada tritt die Art außerdem auch an Tabak und Gemüse, insbesondere Bohnen, Rüben, Kohl und Kartoffeln auf. Bei Massenvermehrungen ist auch der Verlust an Futtergras in Wiesen nicht zu vernachlässigen.

## Belege